# Фёдоров, Борис Васильевич (конькобежец)
Бори́с Васи́льевич Фёдоров (28 ноября 1954, Ирбит - 05 августа 2024, Екатеринбург) — советский конькобежец и тренер по конькобежному спорту. Выступал за сборные центральных советов спортивных обществ «Трудовые резервы» и «Локомотив» в середине 1970-х — начале 1980-х годов, победитель региональных и ведомственных соревнований, мастер спорта СССР. Тренер-преподаватель свердловской СДЮСШОР № 9, заслуженный тренер РСФСР.

## Биография
Борис Фёдоров родился 28 ноября 1954 года в городе Ирбите Свердловской области. Пришёл в секцию конькобежного спорта в возрасте тринадцати лет, проходил подготовку в Свердловске в детско-юношеской спортивной школе «Юный динамовец», был подопечным тренера Владимира Викторовича Угрюмова. Спустя четыре года поступил в детско-юношескую спортивную школу при спортивном комбинате «Юность», где тренировался под руководством таких специалистов как И. Е. Кузьминых и Б. И. Гуляева.
Уже на юниорском уровне имел некоторые успехи, несколько раз попадал в число призёров на соревнованиях города и области среди школьников. В 1972 году вступил в российский совет всероссийского добровольного спортивного общества «Трудовые резервы». После окончания школы поступил в Уральский электромеханический институт инженеров железнодорожного транспорта (ныне Уральский государственный университет путей сообщения) и стал членом добровольного спортивного общества «Локомотив». Несколько раз был призёром соревнований центрального совета «Локомотива», в 1978 году после удачного выступления в дисциплине 1500 метров и по сумме большого многоборья получил звание мастера спорта СССР по конькобежному спорту. Окончив институт, продолжил выступать за «Локомотив», входил в основной состав сборной центрального совета спортивного общества. В 1981 году принял решение завершить карьеру спортсмена.
После завершения спортивной карьеры Борис Фёдоров вернулся в родную детско-юношескую школу № 9 при спортивном комбинате «Юность» (ныне Специализированная детско-юношеская спортивная школа олимпийского резерва № 9), где в течение многих лет работал тренером-преподавателем. За долгие годы тренерской деятельности подготовил множество спортсменов-рязрядников, более десятка мастеров спорта СССР и России, двоих мастеров спорта международного класса. В числе наиболее известных его учеников — участник двух зимних Олимпийских игр Андрей Ануфриенко, призёры первенств страны братья Алексей и Андрей Глазачевы, члены российской национальной сборной В. Мелкомуков, Е. Мелкомукова, Э. Баев, О. Шапошникова. Внёс значительный вклад в разработку методических материалов по конькобежному спорту, неоднократно принимал участие в семинарах тренеров-преподавателей всероссийского значения. За подготовку многих талантливых спортсменов удостоен почётного звания «Заслуженный тренер РСФСР».
Регулярно принимал участие в соревнованиях по конькобежному спорту в качестве судьи республиканской категории. Отличник народного просвещения Российской Федерации.